# Avaya
Avaya Inc. est une entreprise internationale spécialisée dans les communications en entreprise. Son siège social se trouve à Santa Clara en Californie, (États-Unis).
Avaya commercialise un ensemble de services en matière de communications convergentes (téléphonie par Internet, messageries d'entreprise et unifiées, centres d'appels, maintenance de PABX).

## Histoire
Avaya est créée lors d'une scission de Lucent Technologies, le 1er octobre 2000[réf. souhaitée]. Avaya compte alors 34 000 employés. Lors de ses premières années d'existence, Avaya vend et acquiert un grand nombre d'activités.
Le 4 juin 2007, Avaya est acquis pour 8,2 milliards de dollars par Silver Lake Partners (en) et TPG Capital. Elle n'est plus cotée à la Bourse de New York depuis le 9 novembre 2007.[réf. souhaitée]
Après le rachat de la partie Télécommunications d'entreprise de Nortel Networks le 14 septembre 2009, pour 900 millions de dollars, Avaya conforte sa place de numéro un de la téléphonie sur IP et des applications de centres d'appel »,.
En novembre 2017, Avaya sort de la procédure de mise en faillite, qui lui a permis de diminuer sa dette de 6 milliards de dollars à 3 milliards.

## Produits
Les principales familles de produits d'Avaya sont :
- Avaya IP Office est principalement destiné aux petites et moyennes entreprises.
- Avaya Aura est une des entreprises de taille moyenne et grande pour les communications unifiées (Unified Communications en anglais) et contact (en anglais Contact Center) prestataire de services, SIP architecture. Il comprend les produits suivants:
  - Avaya Aura Communication Manager
  - Avaya Aura Communication Manager Branch
  - Avaya Aura Session Manager
  - Avaya Aura SIP Enablement Services
  - Avaya Aura System Manager
  - Avaya Aura Communication Manager Messaging
  - Avaya Aura Application Enablement Services
  - Avaya Aura Presence Services
  - Avaya Integrated Management
  - Avaya Aura Media Services
  - Avaya Aura System Platform
  - Avaya Communication Server 1000
- Avaya Data Avaya ERS-8600

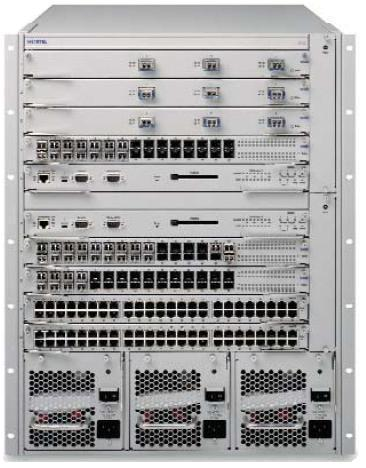
Avaya ERS-8600

  - Virtual Services Platform 9000 (VSP 9000)
  - Ethernet Routing Switch (ERS) 8800
  - Ethernet Routing Switch (ERS) 8600
  - Ethernet Routing Switch (ERS) 8300
  - Ethernet Routing Switch (ERS) 5600
  - Ethernet Routing Switch (ERS) 5500
  - Ethernet Routing Switch (ERS) 4500
  - Ethernet Routing Switch (ERS) 2500
  - Secure Router 2330/4134
  - WLAN 8100
  - VPN Gateway
  - Identity Engines